# Красноярово (Кармаскалинский район)
Красноярово (баш. Ҡыҙылъяр) — деревня в Кармаскалинском районе Республики Башкортостан Российской Федерации. Входит в состав Сахаевского сельсовета. 

## География

### Географическое положение
Находится на берегу реки Белой.
Расстояние до:
- районного центра (Кармаскалы): 19 км,
- центра сельсовета (Сахаево): 10 км,
- ближайшей ж/д станции (Сахарозаводская): 4 км.

## Население
| 2002 | 2009 | 2010 |
| ---- | ---- | ---- |
| 15   | ↗29  | ↘21  |

Национальный состав
Согласно переписи 2002 года, преобладающие национальности —  башкиры (40 %), русские (33 %).